# Старе Село (Рава-Руська міська громада)
Старе́ Село́ — село в Україні, в Львівському районі Львівської області. Населення становить 356 осіб. Орган місцевого самоврядування — Рава-Руська міська рада. Колишня назва села та парафії — Кам'янка-Старе Село.

## Історія
До середини XIX ст. Старе Село було одним з присілків села Кам'янки-Волоської. В 1940 році утворено окреме село.
Парафія в Кам'янці-Старе Село є найдавнішою в Кам'янці-Волоській, бо згадує про неї ще люстрація з 1564 року, і ще в 1616 році була єдиною в селі. Так можна було прочитати в описі Кам'янки-Волоської, розміщеному в «Галичанині» в 1862 році. На противагу цьому згадує Шематизм клеру руського Перемишльської дієцезії з 1879 року, що цю парафію закладено щойно в 1800 році. Церква дерев'яна з двома куполами, 1645 року збудована, лежить на узгір'ї між липами. На дзвіниці знаходився тільки один дзвін з 1639 року.

## Відомі люди
- Сало Іван Андрійович — український письменник і публіцист. Заслужений журналіст України.
- Котик Володимир (12.08.1989 - 31.01.2023) - солдат ЗСУ, загинув поблизу с. Біла Гора, Краматорського району, Донецької області. Поховали захисника 02.02.2023 на кладовищі в с. Старе Село.